# Букиевский, Виктор Ануфриевич
Виктор Ануфриевич Букиевский (23 февраля 1953, Москва, СССР) — советский футболист, защитник.

## Карьера
Воспитанник ДЮСШ «Спартак» Москва. Брат-близнец Владимира Букиевского. В отличие от брата, не поступил в институт и проходил армейскую службу в Казахстане.
В 1973 году попал в команду «Спартака», где отыграл4 года. В 1977—1979 годах играл за костромской «Спартак». В 1980—1981 годах выступал за ярославский «Шинник», в 1982—1983 — за «Красную Пресню».
В 1984 уехал в расположение ГСВГ в ГДР, где получил возможность играть в чемпионате ГДР по футболу. В 1984-89 выступал за клуб 4-го дивизиона оберлиги «Трактор» из Хердберга.

## Личная жизнь
Сыновья Виктор и Пётр также профессиональные футболисты.